# Where Did I Go Wrong
Where Did I Go Wrong is een nummer van de Britse reggaeband UB40 uit 1988. Het is de tweede single van hun titelloze achtste studioalbum.

## Achtergrond
Where Did I Go Wrong gaat over een man die zich afvraagt welke fout hij begaan heeft, waardoor zijn vrouw bij hem weg is gegaan. Het nummer werd een hit in het Verenigd Koninkrijk, Oceanië en het Nederlandse taalgebied. In het Verenigd Koninkrijk vond het een bescheiden 26e positie. Succesvoller was de plaat in het Nederlandse taalgebied. Het werd Alarmschijf in Nederland en bereikte het 4e positie in de Nederlandse Top 40. In de Vlaamse Radio 2 Top 30 kwam het tot de 10e positie.
De videoclip wed opgenomen zonder bassist Earl Falconer die destijds een gevangenisstraf van zes maanden uitzat wegens het veroorzaken van een auto-ongeluk onder invloed waarbij zijn broer Palbo het leven verloor. De bassist van afrofunkgroep Osibisa verving hem voor de duur van de promotie.